# Cortinarius picoides
Cortinarius picoides är en svampart som beskrevs av Soop 2001. Cortinarius picoides ingår i släktet Cortinarius och familjen spindlingar.   Inga underarter finns listade i Catalogue of Life.